# Carsten Zündorf
Carsten Zündorf (* 1968) ist ein deutscher Kirchenmusiker.

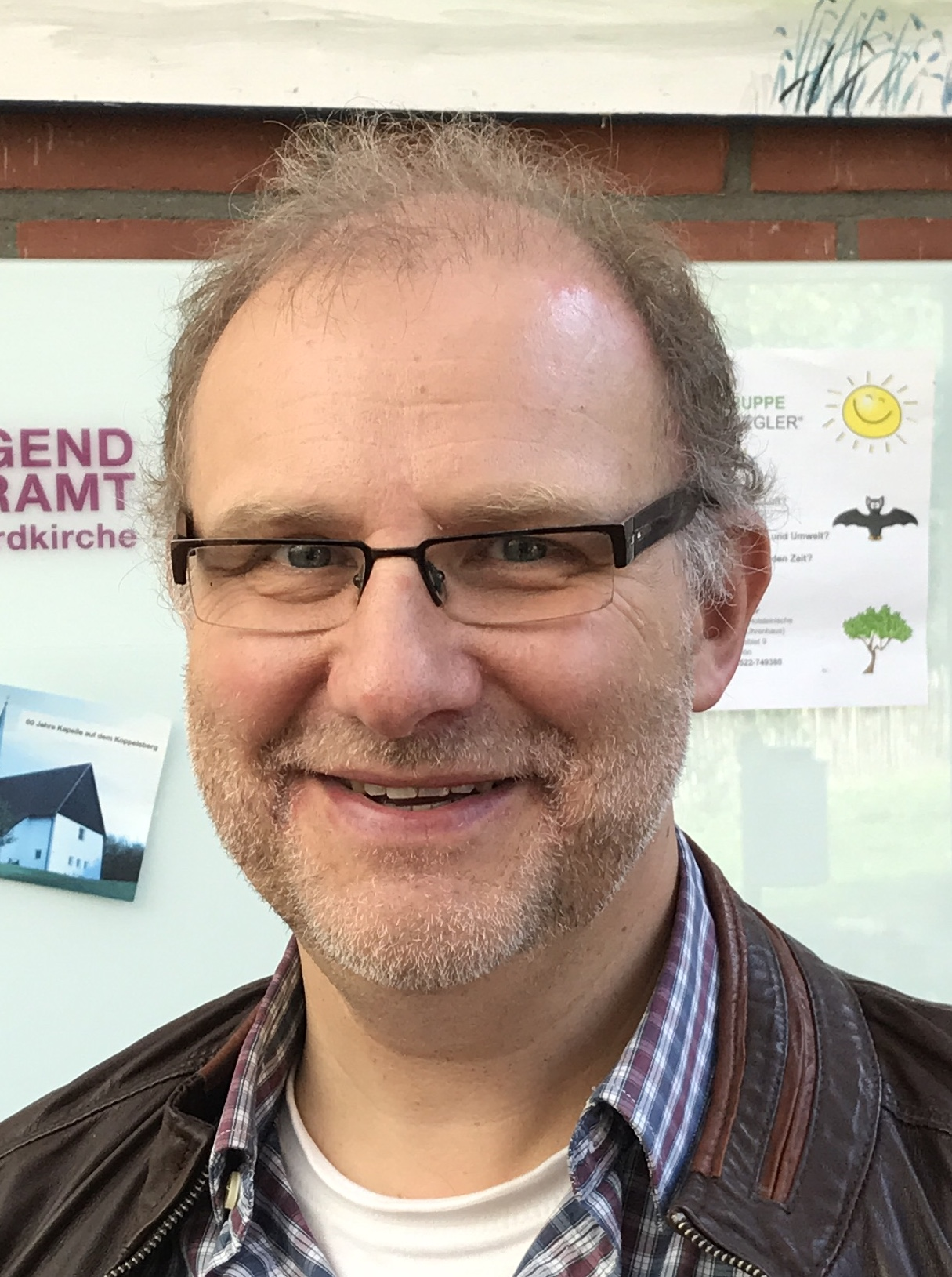
Carsten Zündorf 2018

Zündorf studierte Evangelische Kirchenmusik (A-Examen) an der Folkwang Hochschule in Essen bei Gisbert Schneider und Ralf Otto. Von 1992 bis 2005 war er Kantor der Alten Kirche Wupperfeld in Wuppertal-Barmen. Er lehrte Chorleitung an der Hochschule für Musik Köln, an der Bergischen Universität Wuppertal und an der Chorakademie Siena. Nach einer betriebsbedingten Kündigung 2005 durch die evangelische Kirchengemeinde wechselte er 2006 als Kirchenmusikdirektor nach St. Marien in Osnabrück. Er ist Mitglied der Textautoren- und Komponistengruppe TAKT.

## Tondokumente
- Die Nacht ist vorgedrungen (Kammerchor Wupperfeld)
- Nun sich der Tag geendet hat. Chormusik des 19. und 20. Jahrhunderts (Kammerchor Wupperfeld)